# ボール盤

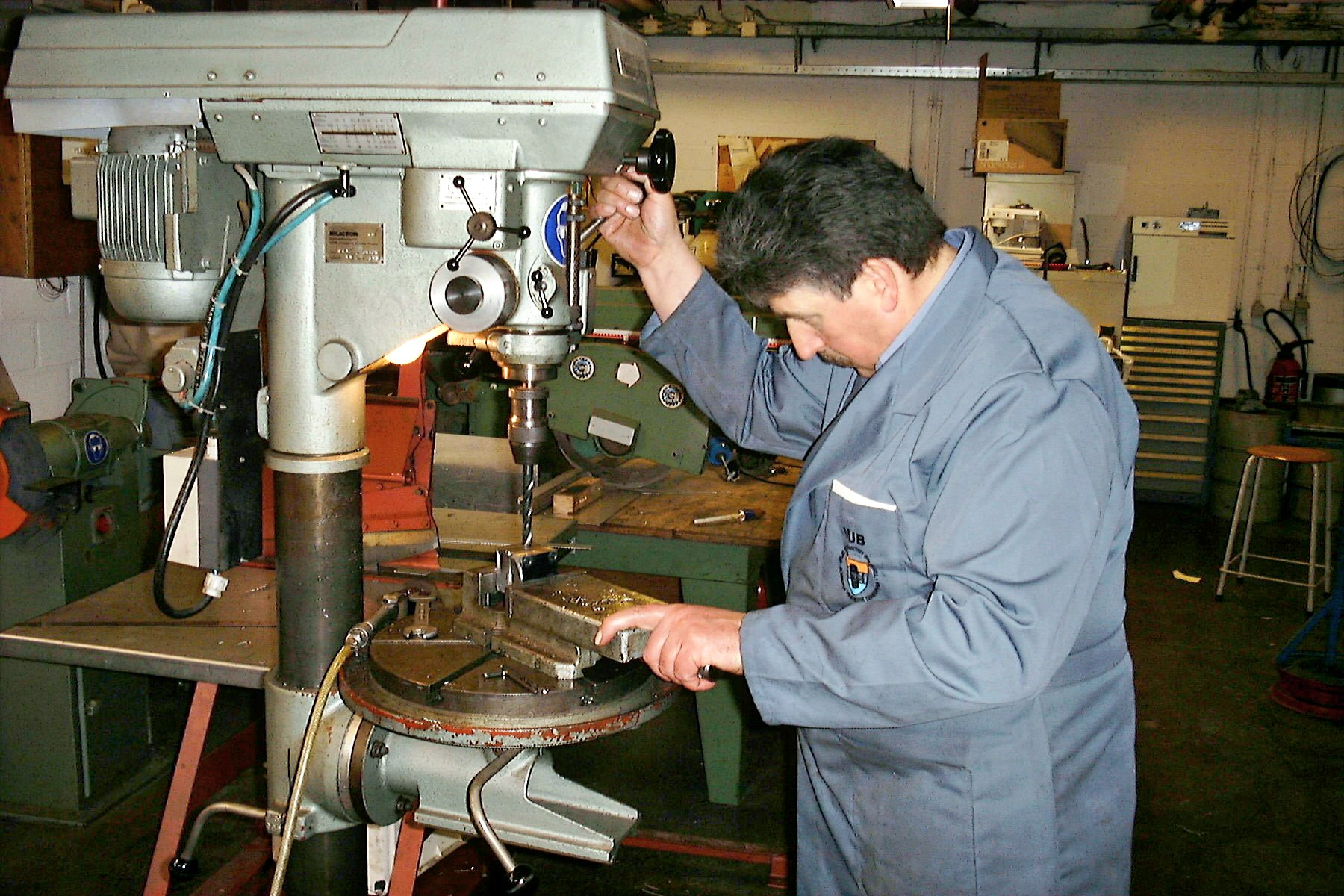
ボール盤作業の様子

ボール盤（ボールばん、英語：drill press、drilling machine）は、各種素材（特に金属）に、正確に穴をあけるための工作機械である。台状のテーブルに加工する素材を置き、主軸に取り付けたドリルやリーマなどの切削工具を回転させ、主軸を材料に向かって下げていくことで穴あけ加工を行う。

## 名前の由来
この機械が日本で「ボール盤」と呼ばれる由来は、オランダ語の「boor-bank」、またはドイツ語の「Bohrbank」であると言われており 、「盤」は当て字である。
英語の“boring (machine)”が語源だと言われることもがあるが、機械加工における“ボーリング (boring)”は日本語では「中ぐり」と訳され、素材に単純に穴をあけることとは別の工程を指す。また英語で“boring machine”と言えば、通常は地中に円筒状の穴を掘削する装置のことである。

## 加工内容
ボール盤で行える加工には、穴あけ加工、穴広げ加工、リーマ加工、タップ立て加工、座ぐり加工、中ぐり加工などがある。
穴あけに関しては、雑な穴あけならば目標とする径のドリルをいきなり使うこともありえるが、多くの場合は、まずは目標より細いドリルで穴あけ加工を行う。つぎに、穴を広げる目的で目標のサイズのドリルで穴を目的の径に広げ、さらに目的によっては仕上げ加工やタップ立て加工も行われる。穴をひとつ開けるだけでも、多くの場合は2, 3本の道具が必要となる。

## 種類
卓上ボール盤
小型のボール盤であり、作業台上に据付けて使われる。主に穴径13mm程度までの加工が可能である。
直立ボール盤
床に直接据え付けられるボール盤で、ボール盤の中でも一般的なもの。上下方向に主軸頭を手動または機械式で動かし、主軸頭の真下に置かれた被工作物に穴あけ加工などを行う。穴径13～50mm程度まで。

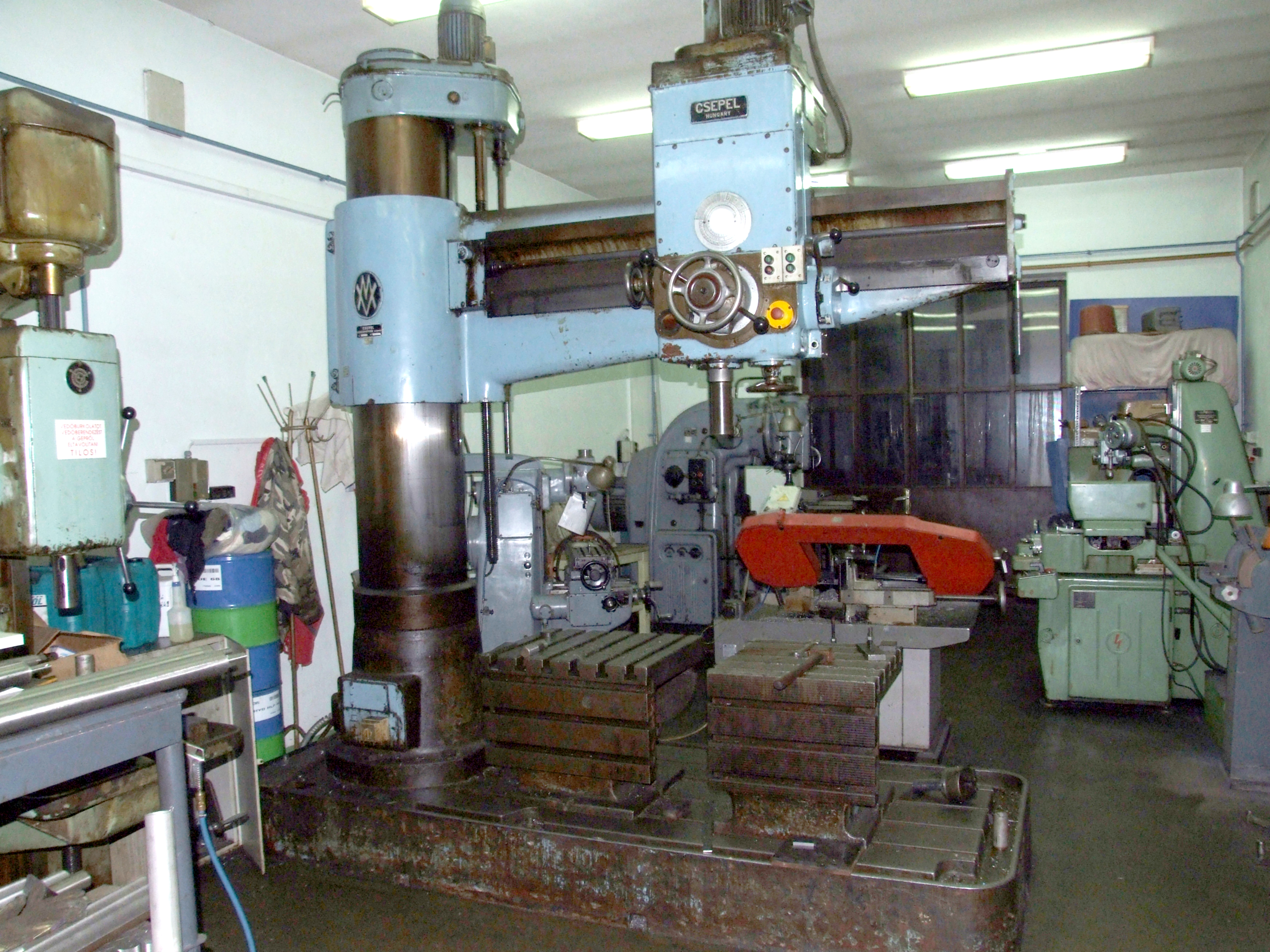
ラジアルボール盤
工作物が大きい場合に使われる。主軸頭（ヘッド）が可動式のアームに取り付けられており、被切削物のほうを動かさなくとも主軸の乗ったアームを動かすことで、大きな被工作物を動かさないままで何箇所もの穴あけができる。とはいえ、開けられる穴の向きは垂直方向に限られ、水平方向に穴を開けたければ、被工作物を横転させなければならない。
多軸ボール盤
多数の主軸のあるボール盤で、同時に何箇所もの穴あけ加工が可能。多量生産などのための専用のもの。
多頭ボール盤
テーブルは1つだが主軸頭が多数備えられているボール盤。1台で穴あけ、座ぐり、ねじ立てなどの複数工程の加工が順次行えるようにしたもの。
深穴ボール盤
深い穴をあける作業専用のボール盤。穴の直径より深さが4倍以上の加工に特化している。
ガンボール盤とも呼ばれ、文字通り銃の銃身の穴をあける際に用いられる。
ガーダボール盤
大型の工作物の加工に適したボール盤。
タレットボール盤
主軸に複数種類の種の工具を取り付けてある旋回台が装着されているボール盤。工具を順次変更することにより複数の作業工程が行える。
NCボール盤
数値制御（Numerical Control; NC）によって精度の高い加工を自動で行えるボール盤。
なかでも、自動工具交換機能（英: automatic tool changer; ATC）を搭載したNCボール盤は、フライスによる切削加工もできるため、小型のマシニングセンタに分類される場合もある。

## 日本の主なボール盤メーカー
- 遠州工業株式会社
- 株式会社東洋アソシエイツ
- 株式会社キラ・コーポレーション
- 工機ホールディングス株式会社
- 小川鉄工株式会社
- 京セラインダストリアルツールズ株式会社
- ヨシオ工業株式会社